# Matthew Calbraith Perry
Matthew Calbraith Perry (Newport, 10 april 1794 – New York, 4 maart 1858) was een commodore van de US Navy. Hij was mede verantwoordelijk voor de Conventie van Kanagawa, waarmee Japan zich openstelde voor het Westen.

## Biografie

### Jonge jaren
Perry werd geboren als de zoon van marinekapitein Christopher R. Perry. Hij was de jongere broer van Oliver Hazard Perry.
In 1809 kwam Matthew Perry bij de marine, onder bevel van zijn oudere broer. Hij werd toegewezen aan het schip USS Revenge. In zijn vroege carrière werd Perry toegewezen aan verschillende schepen, waaronder de USS President. Aan boord van dit schip diende hij onder commodore John Rodgers. Tijdens de Oorlog van 1812 werd Perry overgeplaatst naar de USS United States, en kreeg maar weinig mee van de gevechten omdat dit schip vast zat in de haven van New London (Connecticut). Na de oorlog diende hij op enkele schepen in de Middellandse Zee en de wateren rond Afrika. Hij moest onder andere piraterij en slavenhandel in de Caraïben tegengaan. Tijdens een bezoek aan Rusland kreeg Perry een baan aangeboden in de Russische marine, maar sloeg dit aanbod af.

### 1820 -1850

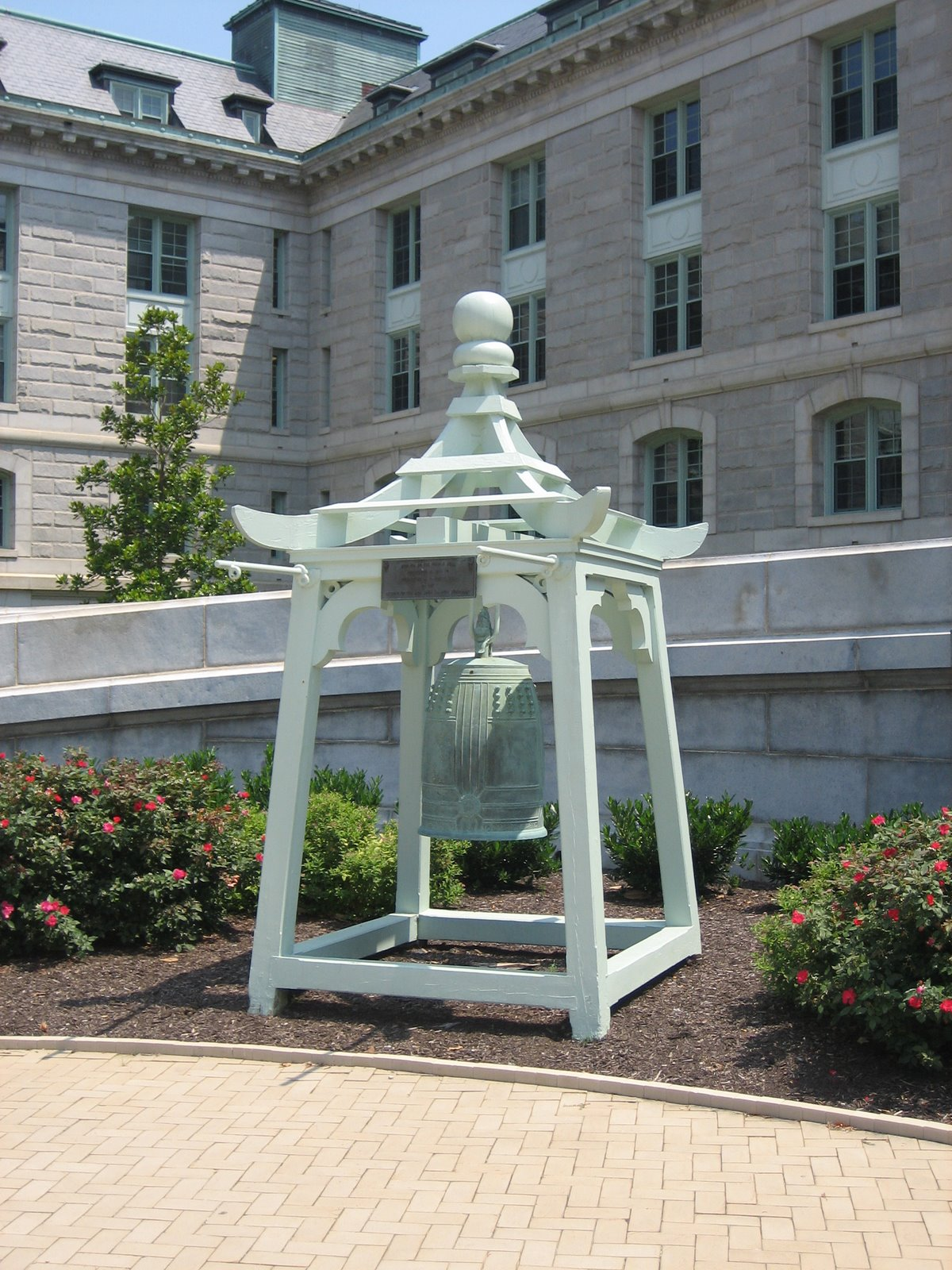
Een replica van de Gokoku-ji Bell, die door commodore Perry mee werd genomen uit Japan als geschenk van het koninkrijk Riukiu

Perry had van 1821 tot 1825 het bevel over de USS Shark, een schoener met twaalf kanonnen. Op 25 maart 1822 voer Perry met de Shark naar Key West, en plantte hier de Amerikaanse vlag. Daarmee verklaarde hij het gebied, dat lange tijd onderwerp van conflict was tussen de Verenigde Staten en Spanje, Amerikaans grondgebied. Van 1826 tot 1827 deed Perry dienst als vlootkapitein voor commodore Rodgers. In 1828 keerde hij terug naar Charleston voor kustdienst. In 1830 kreeg hij het bevel over een sloop-of-war, de USS Concord. Van 1833 tot 1837 was hij tweede officier in de New Yorkse marinehaven. Aan het eind van deze periode kreeg hij promotie naar kapitein.
Perry had veel interesse in marine-educatie. Hij steunde dan ook een systeem voor het opleiden van nieuwe zeelui, en hielp bij het opstellen van het curriculum voor de United States Naval Academy. Hij was ook sterk voorstander voor het moderniseren van de marine. Eenmaal gepromoveerd tot kapitein, hield hij toezicht op de constructie van het tweede stroomfregat van de marine: de USS Fulton. Nadat dit schip was voltooid werd hij er kapitein van. Vanwege zijn bijdrage aan de bouw van stoomschepen werd hij ook wel "de vader van de stoommarine" genoemd.
In juni 1840 kreeg Perry de rang van commodore. Ondanks de extra taken die deze rang hem bracht, bleef Perry's officiële rang onveranderd. De titel "commodore" veranderde niets aan zijn salaris en zijn permanente rang als kapitein. De rang van commodore werd pas in 1862, vier jaar na Perry's dood, significant belangrijker binnen de marine.
In 1843 nam commodore Perry het bevel over het Afrika-squadron. In 1845 zou Perry eigenlijk commodore David Connor opvolgen als commandant van het Thuissquadron, maar de Mexicaans-Amerikaanse Oorlog maakte dat de Amerikaanse overheid besloot even te wachten met het veranderen van de leidinggevenden binnen de marine. In plaats daarvan werd Perry tweede bevelhebber, en kapitein van de USS Mississippi. Perry veroverde de Mexicaanse stad Frontera, demonstreerde tegen Tabasco en nam deel aan de Tampico Expeditie. Hij moest uiteindelijk terugkeren naar Norfolk om zijn schip te laten repareren. Zijn terugkeer stelde zijn meerderen in staat om hem eindelijk het bevel te geven commodore Connor op te volgen. Perry keerde terug naar de vloot tijdens het beleg van Veracruz. Zijn schip ondersteunde dit beleg vanaf de zee. Na de val van Veracruz trok Perry ten strijde tegen de andere Mexicaanse havensteden. Hij stelde de Mosquito Fleet samen, en veroverde Tuaxpan in april 1847.

### De openstelling van Japan: 1852-1854

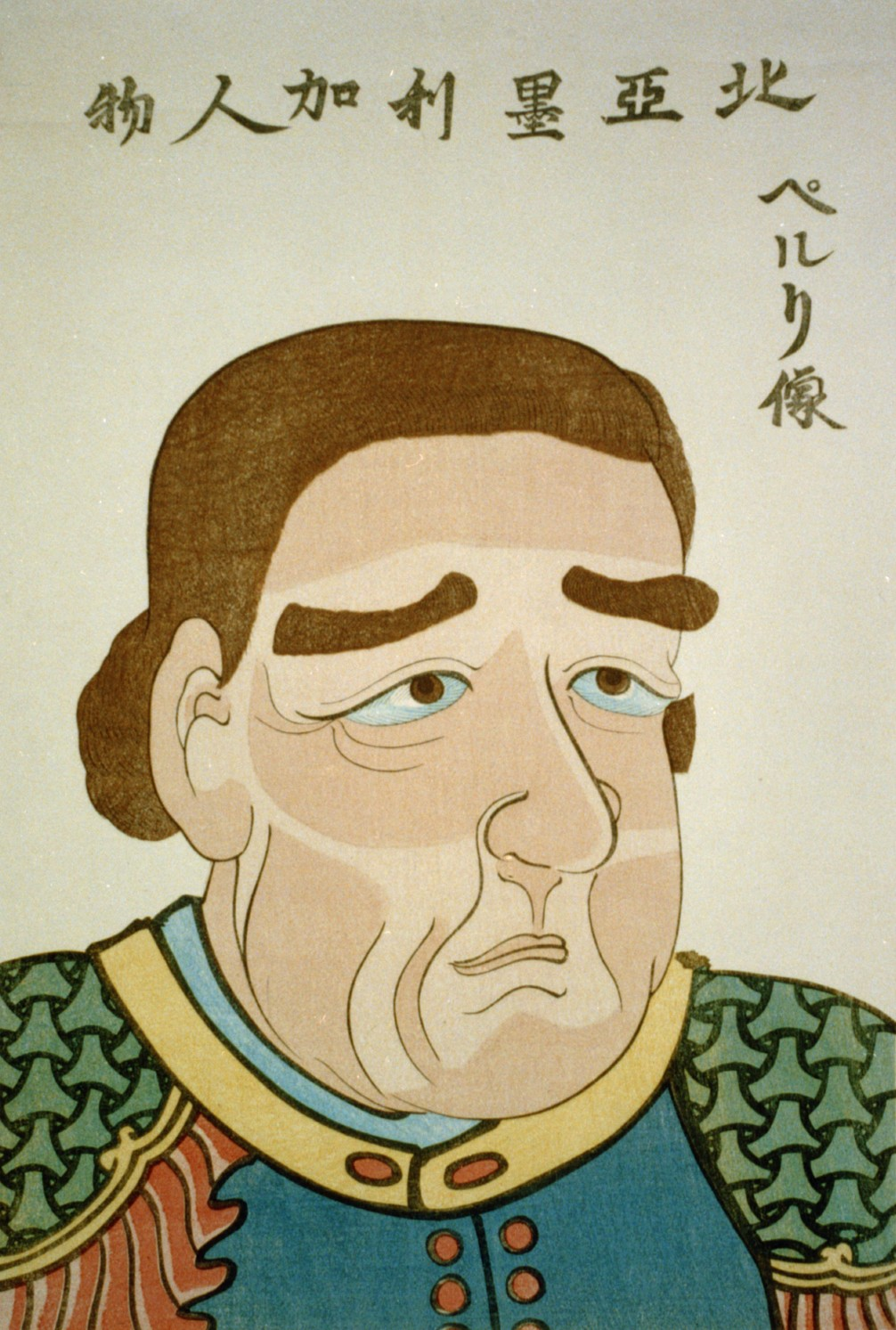
Houtblokschilderij van Matthew Perry

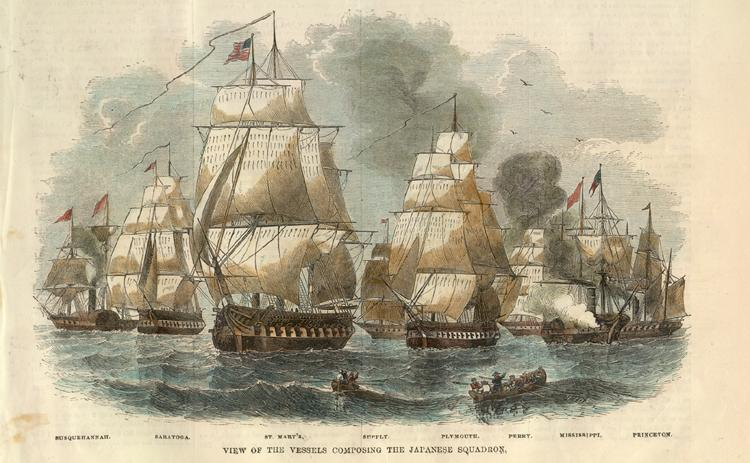
Commodore Perry's vloot bij zijn tweede bezoek aan Japan in 1854.

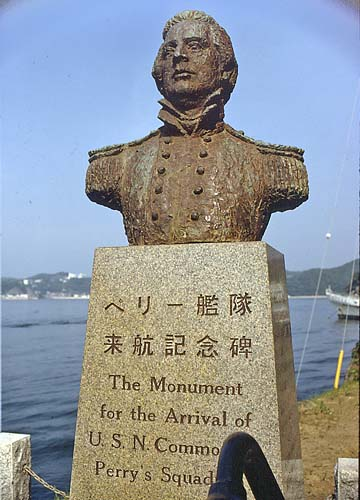
Borstbeeld van Matthew Perry in Shimoda.

Ter voorbereiding op zijn reis naar het oosten, las commodore Perry veel boeken over de Tokugawadynastie in Japan. Hij ging zelfs advies inwinnen bij de japanoloog Philipp Franz von Siebold, die acht jaar in de Nederlandse handelspost op het eilandje Dejima had gewoond.
In 1852 vertrok Perry vanuit Norfolk naar Japan met het doel te proberen een handelsverdrag met Japan op te stellen. Zijn vloot bestond uit de Mississippi, Plymouth, Saratoga en Susquehanna. Op 8 juli 1853 arriveerde hij in Uraga aan de baai van Edo. Hij werd begroet door vertegenwoordigers van het Tokugawa-shogunaat, die hem doorverwezen naar Nagasaki; de enige Japanse haven die buitenlandse schepen toeliet, en waar reeds beperkte handel plaatsvond tussen Japan en Nederland. Perry weigerde echter uit te wijken naar Nagasaki en eiste toestemming om een brief van president Millard Fillmore te overhandigen. De Japanse militairen konden niet op tegen Perry's soldaten, en waren gedwongen om hem zijn zin te geven.
Perry ging op 14 juli 1853 aan land bij Kurihama (Yokosuka). Hij toonde de brief aan afgevaardigden van de keizer, en vertrok toen naar China met de mededeling dat hij later terug zou komen voor het antwoord.
Perry keerde in februari 1854 terug, ditmaal met een twee keer zo grote vloot als bij zijn eerste reis. Bij zijn aankomst ontdekte hij dat de afgevaardigden een handelsverdrag hadden voorbereid waarin bijna al Perry's eisen werden ingewilligd. Perry tekende op 31 maart 1854 de conventie van Kanagawa, en vertrok in de veronderstelling dat hij een overeenkomst had gesloten met de keizerlijke vertegenwoordigers (in werkelijkheid met afgevaardigden van de shogun).

### Latere jaren
Toen Perry in 1855 terugkeerde in de Verenigde Staten, besloot het Amerikaans Congres hem een beloning van 20.000 dollar te geven voor zijn werk in Japan. Perry gebruikte een deel van dit geld om een rapport te publiceren over zijn belevenissen, getiteld Narrative of the Expedition of an American Squadron to the China Seas and Japan. Toen hij vanwege gezondheidsproblemen met pensioen moest, werd hij bij wijze van eerbetoon benoemd tot schout-bij-nacht.
Perry stierf op 4 maart 1858 aan de gevolgen van levercirrose, veroorzaakt door alcoholisme. Zijn lichaam werd op 21 maart 1866 overgebracht naar het Island-kerkhof in Newport, waar ook zijn dochter, Anna, begraven lag.

## Nagedachtenis
- Er is een Perry Park in Kurihama, waar onder andere een monoliet staat ter nagedachtenis aan de komst van Perry en zijn troepen.[10]
- In Iwakuni zijn een basisschool en een middelbare school naar Perry vernoemd.

## Rol in fictie

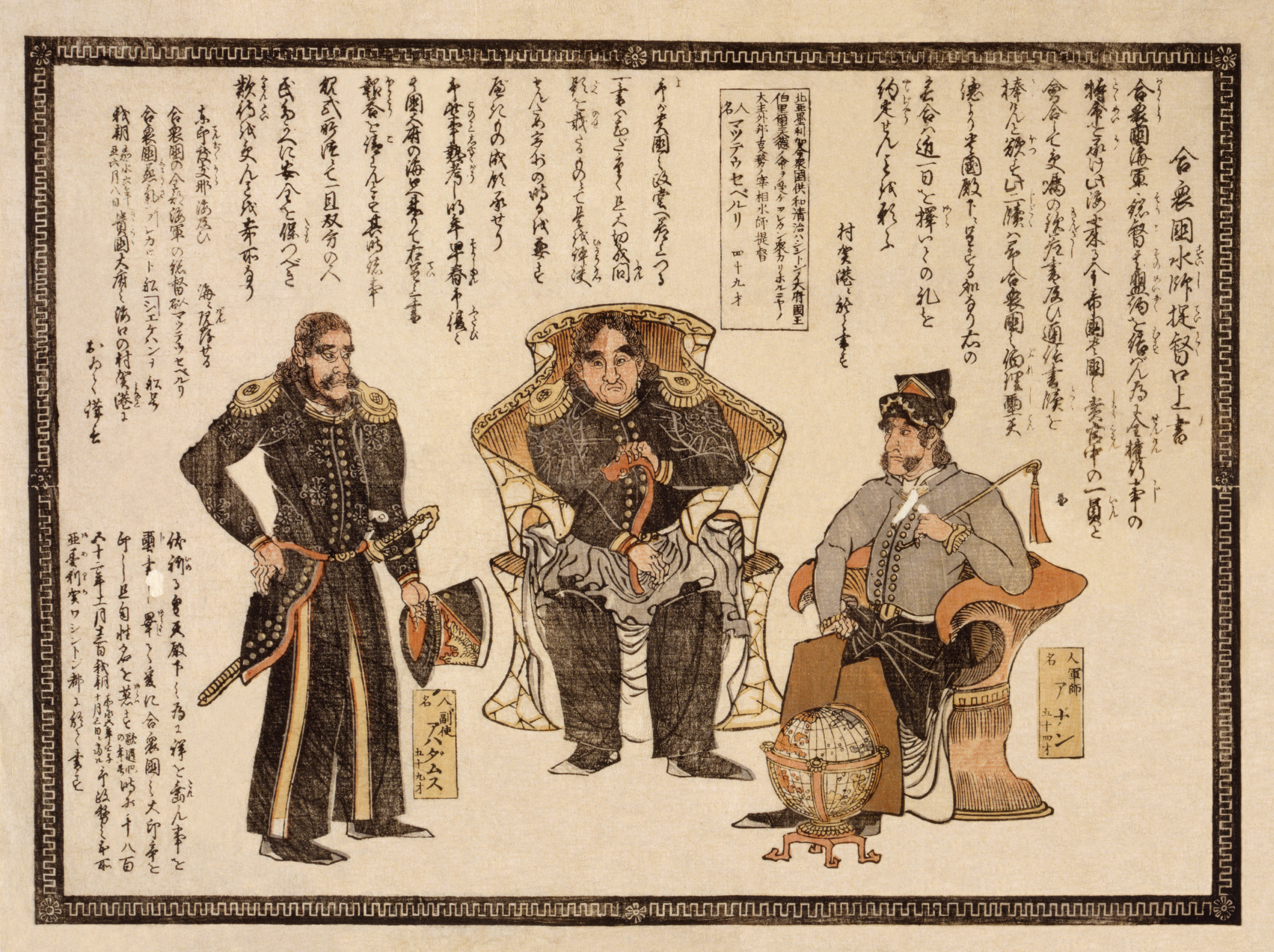
Japanse houtblokschilderij van Perry (midden) en andere belangrijke Amerikaanse mariniers.

- Het verhaal over hoe Japan zijn grenzen open stelde is de basis van Stephen Sondheim & John Weidmans Pacific Overtures.
- Acteur Richard Boone speelde commodore Perry in de film The Bushido Blade uit 1981.
- De komst van commodore Perry's schepen was indirect onderdeel van de plot in een van de saga's van de animeserie Rurouni Kenshin, en de eerste aflevering van Hikaru no Go. Een andere anime waarin Perry even kort te zien ies, is Bokusatsu Tenshi Dokuro-chan. De manga Fruits Basket refereert ook naar Perry.
- Het personage 'Admiral Joy Cartwright' uit een aflevering van de animeserie Samurai Champloo is gemodelleerd naar commodore Perry.
- Perry's bezoek aan Japan wordt genoemd in de film Sword of the Beast uit 1965.
- Het ruimteschip uit de roman Homeward Bound heet Commodore Perry.

## Trivia
- Een inbraak in de kajuit van Commodore Perry in 1853 werd een mislukking. De ninja trachtte belangrijke documenten te stelen uit de kajuit van het zwarte schip, doch slaagde hier maar gedeeltelijk in. In plaats van documenten stal de ninja waardeloze gedichten en teksten van drinkliederen.
- Perry bood koningin Victoria ooit twee Japanse spaniëls aan, die voorheen alleen door leden van de Japanse adel werden gehouden.